# Полувзвод
Полувзвод — воинское подразделение, которое ранее входило в состав роты или батареи армий многих государств. На современном историческом этапе практически не встречается.

## Организация полувзвода
Полувзвод не является простым устным разговорным обозначением половины личного состава взвода. В вооружённых силах многих государств это было штатным формированием, официально закреплённая тактическая единица.
По численности полувзвод как исходит из названия — составлял половину взвода и состоял из 2 отделений (экипажей, расчётов). В Русской императорской армии, согласно Воинскому уставу о строевой пехотной службе 1811 года, каждый взвод включал себя два полувзвода.
В зависимости от принадлежности к вооружённым силам — командиром полувзвода мог быть как и офицер в звании лейтенанта, так и сержант (старшина).
К примеру в период Второй мировой войны полувзводом в Вермахте командовал лейтенант. В основном полувзвода встречались в танковых войсках и состояли из 2 танковых экипажей.
В тот же период в РККА полувзводом командовал старшина (сержант). В его подчинении находилось два отделения (расчёта). В основном полувзвода встречались в подразделениях зенитной артиллерии. К примеру в повести  «А зори здесь тихие» Бориса Васильева речь идёт о зенитно-артиллерийском полувзводе, командир которого в должности старшего сержанта, одновременно занимал должность помощника командира взвода и имел в распоряжении 2 зенитно-артиллерийских расчёта.
На современном историческом этапе полувзвода к примеру встречаются в формированиях гуркхов ВС Великобритании исключительно как церемониальное формирование для проведения парадов (в военной академии Сандхерст и пехотном учебном центре Брекон).

## Полувзвод в литературе
- «А зори здесь тихие» //Журнал «Юность», 1969 год, № 8. Повесть
- «Денис Давыдов». Глава «Геройский полувзвод». Автор Александр Барков. Издательство: ИТРК. 2002 год. 417 стр. ISBN 5-88010-150-9